# Kalifornia államban történt légi közlekedési balesetek listája
A Kalifornia államban történt légi közlekedési balesetek listája az Amerikai Egyesült Államok Kalifornia államában történt halálos áldozattal járó, illetve a kisebb balesetek, meghibásodások miatt történt, gyakran csak az adott légiforgalmi járművet érintő baleseteket is tartalmazza évenkénti bontásban.

## Kalifornia államban történt légi közlekedési balesetek

### 1929
- 1929. április 21., San Diego. A Maddux Air Lines Ford Trimotor 5-AT-B típusú repülőgépe, lajstromjele NC9636, a levegőben összeütközött Az Amerikai Egyesült Államok Légierejének Boeing PW–9D típusú, 28037 oldalszámú repülőjével. A balesetben 6 fő vesztette életét.[1]

### 1930
- 1930. január 19., Oceanside közelében. A Maddux Air Lines légitársaság 7-es járata, egy Ford Trimotor 5-AT-C típusú, NC9689 lajstromjelű repülőgépe lezuhant a rossz időjárási körülmények következtében. A gép fedélzetén tartózkodó 16 fő életét vesztette.[2]

### 1951
- 1951. augusztus 24., Decoto közelében. A United Airlines Douglas DC–6-os típusú utasszállítója, lajstromjele: N37550, lezuhant. A gépen 44 utas és 6 fő személyzet volt, mindannyian életüket vesztették.[3]

### 1958
- 1958. február 1. 19:13 (helyi idő szerint), Norwalk. Az Amerikai Egyesült Államok Légierejének Douglas DC-6 C-118A 53-3277 típusú repülőgépe, fedélzetén 35 katonával és a hatfős személyzettel, összeütközött a levegőben Az Amerikai Egyesült Államok Haditengerészetének Lockheed P2V Neptune 127723 típusú repülőgépével, amin 8 fő tartalékos volt. A balesetben a két gép 49 főnyi személyzetéből 47-en vesztették életüket, valamint további egy nő a földön tartózkodók közül vesztette életét.[4]

### 1967
- 1967. május 10., Rogers Dry Lake. A Northrop M2-F2 egyetlen megépített példánya lezuhant. A gép pilótáját, Bruce Petersont kórházba szállították, de túlélte a balesetet.[5]

### 1971
- 1971. június 6. 18:11 (helyi idő szerint), San Gabriel-hegység, Los Angeles megye. Összeütközött a Hughes Airwest légitársaság N9345 lajstromjelű Douglas DC–9-31 típusú utasszállító repülőgépe Az Amerikai Egyesült Államok Haditengerészetének McDonnell Douglas F-4B Phantom II típusú vadászrepülő gépével. Az utasszállítón 44 utas, 5 fő személyzet volt, mindannyian életüket vesztették. A vadászgépen 2 fős személyzet volt, 1 fő közülük életét vesztette.[6][7]

### 1987
- 1987. március 21., San Gorgonio-hegy. A California Air National Guard 163. Taktikai Harccsoportjának pilótája, Dean Paul Martin 64-0923 oldalszámú McDonnell Douglas F-4 Phantom II típusú vadászrepülő gépével hegyoldalnak csapódott a sűrű hóesésben. A balesetben 2 fő életét vesztette.[8]

### 1999
- 1999. 13:16, 14 mérföldnyire délnyugatra Point Lomától a Csendes-óceánon. Az Amerikai Egyesült Államok Haditengerészetének Boeing Vertol CH–46D Sea Knight típusú harci helikoptere leszállást kísérelt meg az USNS Pecos hadihajó fedélzetén. A fedélzet megközelítésekor a helikopter rosszul szállt le és emiatt a vízbe borult. A balesetben 7 fő vesztette életét, 11 főt sikerült kimenteni a süllyedő gépből.[9][10]

### 2000
- 2000. január 31., Anacapa-sziget közelében, Kalifornia, Csendes-óceán. Az Alaska Airlines 261-es járata, egy McDonnell Douglas MD–83 típusú utasszállító repülőgép, lajstromjele:N963AS, karbantartási hibák miatt lezuhant. A gépen utazó 83 utas és 5 fős személyzet életét vesztette.[11]

### 2002
- 2002. július  18. Walker közelében. Egy C–130A típusú tűzoltó repülőgép lezuhant. A gépen tartózkodó háromfős személyzet életét vesztette. A gép szerkezeti hibák miatt zuhant le, szárnyai leváltak a géptestről.[12]

### 2004
- 2004. szeptember 25. 13:23 (helyi idő szerint), Fullerton. Lezuhant az N750RW lajstromjelű Bushmaster 2000 típusú repülőgép. A balesetben 2 fő súlyosan, kettő fő könnyebben sérült meg. A vizsgálat kiderítette, hogy a gépet hanyagul ellenőrizte a felszállás előtt a személyzet és egy rosszul rögzített alkatrész miatt zuhant le.[13]

### 2008
- 2008. augusztus 8. Egy Sikorsky S–61 típusú helikopter lezuhant. A gépen utazók közül kilencen életüket vesztették, köztük a gép pilótája is, valamint négy fő megsérült.[14]
- 2008. december 8. 11:11 után. Műszaki meghibásodás miatt lezuhant az Amerikai Egyesült Államok Légierejének egyik F/A–18D Hornet típusú vadászrepülőgépe. A pilóta, Dan Neubauer főhadnagy a becsapódás előtt még időben katapultált. A lezuhanó gép három épületet megrongált, négy fő, köztük két felnőtt és két gyermek életüket vesztették.[15][16][17][18]

### 2014
- 2014. június 16., Fresno. Egy Lockheed P2V típusú tűzoltó repülőgép orrfutóműve nem nyílt ki, ezért a gép leszálláskor az orrán csúszott végig. A balesetben nem sérült meg senki.[19]

### 2016
- 2016. szeptember 20., Sutter Buttes Mountain. Ira Eadie alezredes, pilóta a TU-2S típusú repülőgépen oktatórepülést hajtott végre. A gép a kaliforniai Beale Légibázis közelében lezuhant. A pilóta életét vesztette, a meg nem nevezett tanítvány sérülésekkel megúszta a balesetet.[20]

### 2017
- 2017. december 9. 16:40 (helyi idő szerint), San Diego Clairemont neighborhood. Egy két motoros, hat üléses, Beech BE36 Bonanza típusú a fél mérföldre elhelyezkedő Montgomery repülőtérről felszállt, majd kényszerleszállást akart végrehajtani, ami közben egy családi házba csapódott. A gép két utasa életét vesztette a balesetben, míg a pilótát és egy utast súlyos égési sérülésekkel a kórházba szállították.[21][22]

### 2018
- 2018. június 21., Lone Pine, Sierra Nevada. Lezuhant egy RQ–4 Global Hawk pilóta nélküli drón.[23]